# Metachrostis sefidi
Metachrostis sefidi är en fjärilsart som beskrevs av Brandt 1938. Metachrostis sefidi ingår i släktet Metachrostis och familjen nattflyn. Inga underarter finns listade i Catalogue of Life.